# 蒋敬
蒋敬，小说《水浒传》中人物，梁山108将之一，职司考算钱粮支出纳入。湖南潭州人，原为落科举子，因科举不第弃文就武。精通书算，又能刺枪使棒，布阵排兵，人称“神算子”。後來聽說宋江在江州被判死刑，便與黃門山的歐鵬、馬麟和陶宗旺四人前往相救，但路上已看見梁山好漢已救出了宋江，四人便歸了梁山。
受招安后，蒋敬被封为武奕郎兼都统领。

## 影视形象
- 2011年版《水浒传》：田野